# Sjutton (bok)
Sjutton är en bok som är skriven av Per Nilsson. Den är utgiven av Rabén & Sjögren 2002.

## Handling
Sjutton handlar om den sjuttonåriga Jonatan som har varit med om en olycka och hamnat på akuten. Personalen får tag på hans pappa (Göran) som kommer dit. Jonatan har inte träffat sin pappa på 11 år. Medan Jonatan ligger medvetslös på akuten så berättar Göran om sin ungdom och om hur det var att vara hippie under 1970-talet fram till dagen där de hamnat på sjukhuset flera olika personer kommer och berättar sina historier . Boken var nominerad till Augustpriset.